# サイクロップ
サイクロップ (Cyclop) は、かつてのドイツ国に存在したオートバイメーカー・ブランド。会社名は「Cyclop Fahrrad AG, Elsdorf, Rheinland」。
1920年代前半、多数のドイツ企業が安価な交通手段の需要に応えるため、安価な軽量オートバイの生産を開始した。その企業のほとんどは自作のフレームに、他社ブランドの動力用エンジンを購入して組み込んでいた。
自転車工場であったサイクロップもまた、1922年にオートバイの製造を開始した。サイクロップはオートバイに組み込むエンジンの選択肢を多数用意していた。例えばクーリエ、ブビ、テコ、ナマポなどから買い付けた、127ccから198ccの2ストロークあるいは4ストロークのエンジンを提供していた。
ドイツでは1923年までに数百ものオートバイ・ブランドが登場し、競争は激化した。この中で小規模なメーカーはディーラー網を構築することができず、狭い地域内での競争を余儀なくされた。その結果、小規模なメーカーが生き残る可能性は低くなり、1925年には150を超えるメーカーが倒産した。サイクロップもまた、多数の小規模メーカーとともに消滅した。